# El Aguila
El Águila est un super-héros appartenant à l'univers de Marvel Comics. C’est un personnage de fiction mineur qui a fait quelques brèves apparitions dans les années 1980. Créé par Mary-Jo Duffy et Dave Cockrum, il apparaît pour la première fois dans le comic book Power Man and Iron Fist #58.

## Biographie du personnage

### Origines
Alejandro Montoya est un mutant dont les pouvoirs sont apparus à l'adolescence. Il a décidé de les employer à combattre le crime aux États-Unis à l'instar de Paco Montoya, son ancêtre dont il a repris le surnom El Águila. Il voue une grande admiration à Zorro.

### Après le jour M
El Águila semble avoir été dépossédé de ses pouvoirs après le Jour M, en tout cas le collectif – mutant qui avait recueilli tous les pouvoirs des mutants redevenus de simples humains – présentait la signature énergétique du super-héros espagnol (New Avengers #18).
Toutefois, aucune donnée depuis cet événement n'a permis de vérifier cette information et on ne sait pas ce qu'est devenu Alejandro Montoya.

## Pouvoirs et capacités
El Águila a le pouvoir de libérer, par le moyen d'un conducteur comme son épée, de très puissantes charges électrostatiques produites par son corps. Ces décharges peuvent atteindre 100 000 volts, ce qui suffit pour tuer un homme ou assommer un rhinocéros à trois mètres.
Il peut contrôler mentalement ses décharges pour éviter qu'elles soient meurtrières. Au niveau de la mer, ses décharges peuvent se propager jusqu'à 9 m. Quand il est déchargé, il lui faut une demi-heure pour récupérer son potentiel maximal. Quand il atteint sa charge limite, son corps libère naturellement le trop-plein par petites quantités inoffensives.
Outre son pouvoir de mutant, à l'instar de Zorro son modèle, il est un excellent escrimeur. Il ne se sépare d'ailleurs pas de son sabre de 90 cm qui lui sert aussi à canaliser son énergie.

## Apparitions dans d'autres médias
El Águila est apparu dans l'épisode 7 de la mini-série She-Hulk : Avocate, interprété par Joseph Castillo-Midyett.

## Sources

### Encyclopédie
- Official Handbook of the Marvel Universe #1 (janvier 1983)